# Snow Water Equivalent
Con il termine Snow Water Equivalent (SWE) si designa l'unità internazionale per misurare, in termini rigorosi, l'entità del manto nevoso. Specifica lo spessore dello strato d'acqua corrispondente ottenuta dalla fusione del manto nevoso. Lo SWE è in genere espresso in mm.
Si tratta di un parametro spesso utilizzato dai bollettini meteo di tipo professionale, in particolare per quantificare le riserve idriche disponibili "congelate" nella neve o nel ghiaccio. 
Si può ricavare l'altezza media del manto nevoso moltiplicando il valore di SWE per la densità dell'acqua diviso la densità della neve.